# Hemerobius deceptor
Hemerobius deceptor is een insect uit de familie van de bruine gaasvliegen (Hemerobiidae), die tot de orde netvleugeligen (Neuroptera) behoort. 
Hemerobius deceptor is voor het eerst wetenschappelijk beschreven door Navás in 1914.